# Matthijs Hensens
Matthijs Hensens (Winschoten, 23 januari 1997) is een Nederlands voetballer die als aanvaller voor FC Emmen speelde.

## Carrière
Matthijs Hensens speelde tot 2016 in de jeugd van FC Emmen. Gedurende het seizoen 2014/15 zat hij enkele wedstrijden voor FC Emmen op de bank in de Eerste divisie, maar kwam hier niet in actie. Hij debuteerde voor FC Emmen op 23 september 2014, in de met 1-4 gewonnen uitwedstrijd in de KNVB beker tegen Excelsior Maassluis. Hij kwam in de 86e minuut in het veld voor Roland Bergkamp. In 2016 vertrok Hensens, na een stage bij BV Cloppenburg, naar Achilles 1894. In de zomerstop van 2017 was hij op proef bij FC Twente, maar dit leverde hem geen contract op. Van de zomer van 2019 tot november van dat jaar speelde hij voor MSC, maar stopte daar al snel omdat hij het voetballen niet meer met zijn werk kon combineren.

### Statistieken
| Seizoen                    | Club           | Land           | Competitie     | Competitie | Competitie | Beker | Beker | Totaal | Totaal |
| Seizoen                    | Club           | Land           | Competitie     | Wed.       | Dlp.       | Wed.  | Dlp.  | Wed.   | Dlp.   |
| -------------------------- | -------------- | -------------- | -------------- | ---------- | ---------- | ----- | ----- | ------ | ------ |
| 2014/15                    | FC Emmen       | Nederland      | Eerste divisie | 0          | 0          | 1     | 0     | 1      | 0      |
| Carrièretotaal             | Carrièretotaal | Carrièretotaal | Carrièretotaal | 0          | 0          | 1     | 0     | 1      | 0      |
| Bijgewerkt op 3 maart 2018 |                |                |                |            |            |       |       |        |        |